# Missa celta
A Missa celta é a liturgia do ofício cristão da missa, tal como era celebrada no rito celta do Cristianismo celta no início da Idade Média.

## A Missa
Dois livros, o Bobbio Orosius e o Missal de Stowe, contêm o Ordinário Irlandês de uma Missa diária em sua forma romanizada tardia. Muitas das variáveis estão no livro Bobbio, e partes de algumas Missas estão nos fragmentos de Carlsruhe e Piacenza. Um pouco, também, pode ser colhido dos fragmentos de São Galo, do Antifonário de Bangor e da ordem para a Comunhão dos Enfermos nos Livros de Dima, Mulling e Deer. O tratado em irlandês no final do Missal de Stowe e sua variante no Leabhar Breac acrescentam algo mais ao nosso conhecimento. O Missal de Stowe nos dá três formas um tanto diferentes, o original do século IX, na medida em que não foi apagado, a correção de Moelcaich e, até onde vai, a Missa descrita no tratado irlandês. Pelo seu tamanho e conteúdo, parece ser uma espécie de Missale Itinerantium, com um Ordinário que pode servir para quase todas as ocasiões, um Comum geral dos Santos e duas Missas para intenções especiais (para penitentes e para os mortos). A adição da Ordem do Batismo, não, como no livro Bobbio ou no "Missale Gothicum" ad Missale Gallicanum, como parte dos serviços da Véspera de Páscoa, mas como uma coisa separada, e a Visitação dos Enfermos, aponta para sua intenção de ser um mínimo portátil conveniente para um padre. As peças ditas pelo povo são, em vários casos, indicadas apenas por começos e fins. O livro Bobbio, por outro lado, é um Missal completo, também apenas para um padre, de tamanho maior com Missas para os Dias Santos ao longo do ano.
A Missa original de Stowe se aproxima mais daquela do Bobbio do que a forma revisada. O resultado da versão de Moelcaich é produzir algo mais do que um Cânon gelasiano inserido em uma Missa não romana. Tornou-se uma Missa mista, Gelasiana, Romana ou Romano-ambrosiana na maior parte, com muito de um tipo Hispano-galicano subjacente, e talvez com alguns detalhes indígenas. O título da Missa diária do Bobbio é Missa Romensis cottidiana, e o mesmo título ocorre antes da Coleta Deus qui culpa offenderis no final do Missale Gothicum. Esta coleta, que está no Sacramentário gregoriano, ocorre tanto no Bobbio quanto no Stowe, e neste último tem antes dela o título, Orationes et preces missae aecclesiae romane, de modo que é evidente que as adições ou substituições romanas foram reconhecidas como tais.